# أوليفر بيندر
أوليفر بيندر (بالألمانية: Oliver Bender)‏ (و. 1982  م) هو ممثل، ومؤدي أصوات، وممثل أفلام، وممثل مسرحي ألماني، ولد في غومرسباخ.

## وصلات خارجية
- أوليفر بيندر على موقع IMDb (الإنجليزية)
- أوليفر بيندر على موقع ألو سيني (الفرنسية)
- أوليفر بيندر على موقع ميوزك برينز (الإنجليزية)
- أوليفر بيندر على موقع قاعدة بيانات الفيلم (الإنجليزية)
- أوليفر بيندر على موقع كينوبويسك (الروسية)

- أوليفر بيندر في قاعدة بيانات الأفلام على الإنترنت